# Городской художественный музей (Тоёта)

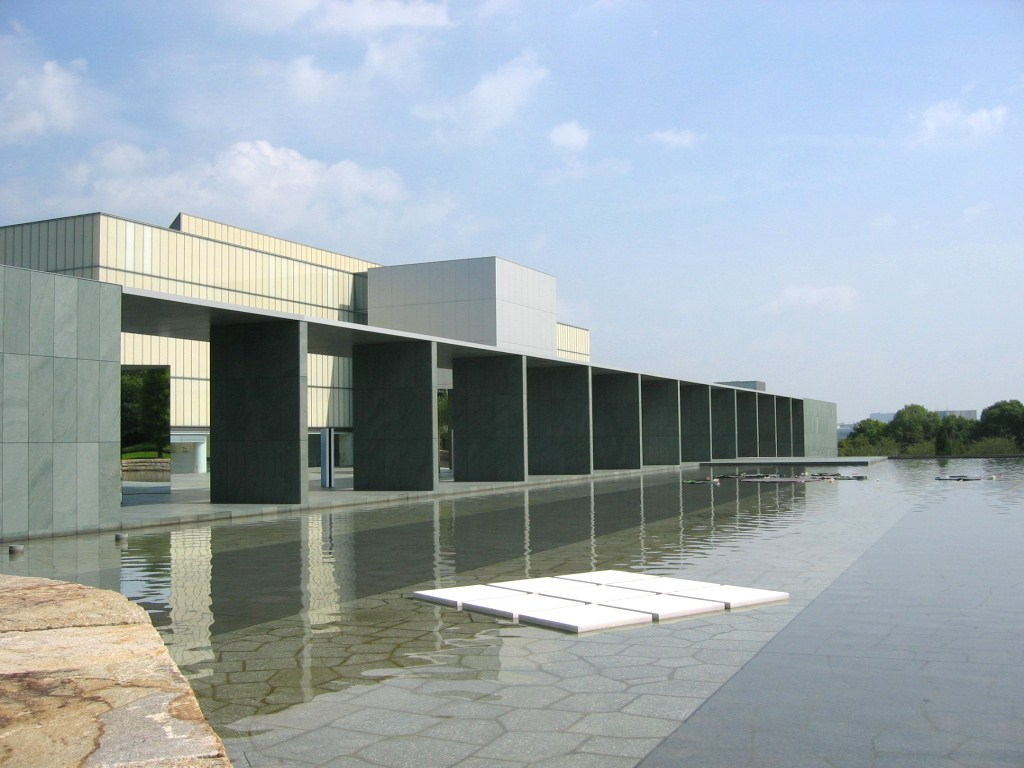
Тоёта городской художественный музей

Тоёта городской художественный музей (豊田市美術館) — художественный музей в городе Тоёта, префектура Айти, Япония.

## История
Здание музея было построено Ёсио Танигути, который также участвовал в обновлении музея современного искусства в Нью-Йорке. 

В музее представлены работы Густава Климта, Эгона Шиле, Эдварда Мунка и других знаменитых художников.
Присутствует экспозиция современной японской художницы Лэйко Икэмуры.